# Еленія сіра
Еле́нія сіра (Elaenia strepera) — вид горобцеподібних птахів родини тиранових (Tyrannidae). Мешкає в Південній Америці.

## Поширення і екологія
Сірі еленії гніздяться в юнзі в Болівії і північно-західній Аргентині. Взимку частина популяції мігрує до західної Амазонії, на північ до Венесуели. Вони живуть у сухих і вологих тропічних лісах і чагарникових заростях. Зустрічаються на висоті від 500 до 2000 м над рівнем моря.